# Heteronychus basilewskyi
Heteronychus basilewskyi är en skalbaggsart som beskrevs av S. Endrödi 1966. Heteronychus basilewskyi ingår i släktet Heteronychus och familjen Dynastidae. Inga underarter finns listade i Catalogue of Life.